# Râul Ernea
Râul Ernea este un curs de apă, afluent al râului Târnava Mare. 

## Hărți
- Harta județului Sibiu